# Takalani Ndlovu
Takalani Hyweth Ndlovu (ur. 11 stycznia 1978 w Soweto) – południowoafrykański bokser, były mistrz świata IBF i IBO w kategorii superkoguciej.
Karierę zawodową rozpoczął 28 kwietnia 1999. Do grudnia 2006 stoczył 30 walk, z których wygrał 27 a 3 przegrał. W tym okresie zdobył tytuły mistrza Republiki Południowej Afryki w wadze piórkowej oraz IBO w wadze junior piórkowej.
14 lipca 2007 stanął przed szansą zdobycia tytułu mistrza świata organizacji IBF w wadze junior piórkowej. Przegrał z ówczesnym mistrzem, Kanadyjczykiem Steve’em Molitorem przez techniczny nokaut w dziewiątej rundzie.
W roku 2009 zdobył tytuł organizacji WBF, a następnie wygrał z Hiszpanem Kiko Martinezem pojedynek eliminacyjny o prawo do walki o tytuł IBF z Panamczykiem Celestino Caballero (odebrał w międzyczasie tytuł Molitorowi). Ze względu na to, że Caballero odmówił walki z Ndlovu został pozbawiony tytułu a o wakujący pas Ndlovu ponownie spotkał się ze Steve’em Molitorem. 27 marca 2010 ponownie przegrał, tym razem jednogłośnie na punkty.
Po kolejnym wygranym pojedynku eliminacyjnym do tytułu IBF, tym razem z rodakiem Jeffreyem Mathebulą, po raz trzeci doszło do spotkania ze Steve’em Molitorem. 26 marca 2011 w Johannesburgu wygrał jednogłośnie na punkty i został nowym mistrzem świata. 29 października obronił po raz pierwszy tytuł pokonując Meksykanina Giovanni Caro jednogłośnie na punkty.
W kolejnej obronie, 24 marca 2012 w Brakpan (Republika Południowej Afryki), spotkał się ponownie z Jeffreyem Mathebulą. Tym razem, po zaciętym, wyrównanym pojedynku przegrał niejednogłośną decyzją sędziów i utracił pas mistrzowski.